# Guillaume Cuypers
Pour les articles homonymes, voir Guillaume Cuypers (jurisconsulte) et Cuypers.
Guillaume Cuypers (au nom latinisé en Guilielmus Cuperus), né le 1 mai 1686 à Anvers (Belgique) à cette époque: Pays-Bas méridionaux et décédé dans la même ville le 2 février 1741, est un prêtre jésuite brabançon. Éminent érudit il passa toute sa vie à Anvers, au service de l’œuvre des Bollandistes. 

## Biographie
Avant d’entrer dans la Compagnie de Jésus le jeune Guillaume fait une année de philosophie à Douai. Il entre au noviciat jésuite de Malines le 31 juillet 1704. A la fin du parcours de formation spirituelle et académique il est ordonné prêtre (à Malines) le 18 septembre 1717. 
Dès 1719 le père Cuypers se trouve à Anvers où il œuvre pour les Bollandistes. Il  collabore activement à la publication des Acta Sanctorum: les volumes trois à sept du mois de juillet (du calendrier liturgique) et les six premiers volumes du mois d’août. Beaucoup d’articles y sont signés de son nom. 
Le père Cuypers publie également une étude historico-chronologique des patriarches de Constantinople avec le même sens critique qui anime les érudits bollandistes. Et jute avant sa mort il achève un petit travail de recherche exprimant des doutes sur la prétendue ascendance noble de saint Dominique de Guzman, fondateur de l’Ordre dominicains.  
Considéré comme un des érudits critiques les plus instruits de son siècle le père Guillaume Cuypers meurt le 2 février 1741 à la maison professe des Jésuites d’Anvers, dans les Pays-Bas méridionaux (Belgique).

## Écrits
- Acta Sanctorum Julii (avec d'autres), vol.3 à 7, Anvers, 1701-1717.
- Acta Sanctorum Augusti (avec d'autres), vol.1 à 6, Anvers, 1733-1743.
- Tractatus historico-chronologicus de Patriarchis Constantinopolitanis, Anvers, 1733.
- Dissertatio de Guzmanico S. Dominici stemmate, Anvers, 1741.